# Конституционный референдум в Швейцарии (1872)
Конституционный референдум в Швейцарии проходил 12 мая 1872 года. Проект новой Конституции был отвергнут 50,2% избирателей и большинством кантонов.

## Избирательная система
Для принятия новой Конституции необходимо было двойное большинство: большинство от общего числа голосов избирателей и большинство кантонов. Решение кантона рассчитывалось на базе голосов избирателей кантона. При этом кантон считался как один голос, а полукантон — как 1/2 голоса.

## Результаты
| Выбор                              | Общее голосование | Общее голосование | Кантоны | Кантоны | Кантоны |
| Выбор                              | Голосов           | %                 | Полных  | Полу-   | Всего   |
| ---------------------------------- | ----------------- | ----------------- | ------- | ------- | ------- |
| За                                 | 255 609           | 49,5              | 8       | 2       | 9       |
| Против                             | 260 859           | 50,5              | 11      | 4       | 13      |
| Недействительных/пустых бюллетеней |                   | –                 | –       | –       | –       |
| Всего                              | 516 468           | 100               | 19      | 6       | 22      |
| Источник: Nohlen & Stöver          |                   |                   |         |         |         |